# نقوش مدبا النبطية

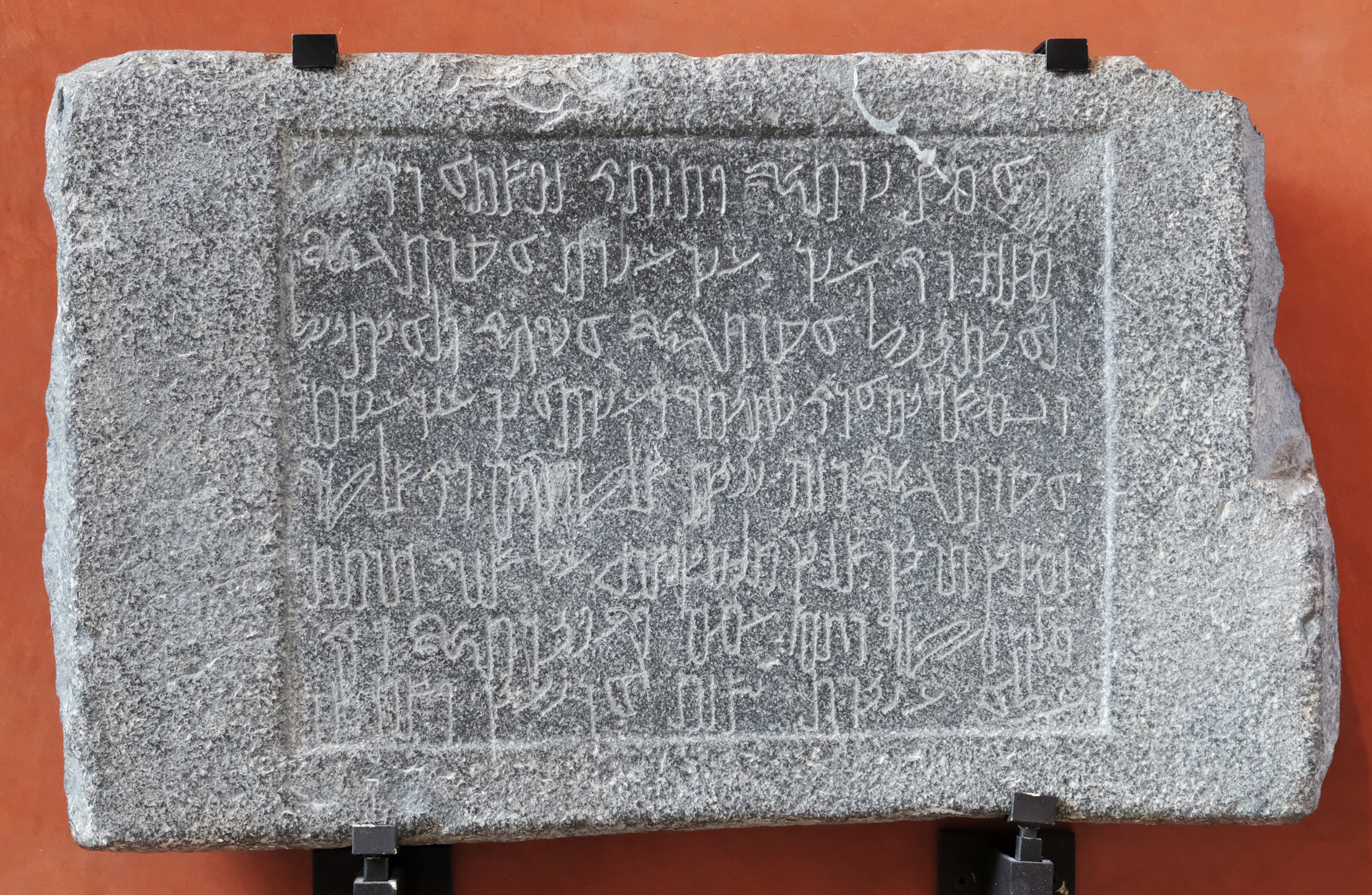
نقش اللوفر AO4454

نقوش مدبا النبطية هي زوج من النصوص القديمة المتطابقة المنحوتة بالأبجدية العربية النبطية، اُكتُشفَت في مدينة مادبا، في الأردن. يعود تاريخ هذه النقوش إلى عام 37/38 ميلادي في عهد الملك الحارث الرابع، وتوفر نظرة ثاقبة على الحضارة النبطية، وخاصة لغتها وإدارتها وممارساتها الجنائزية.
النقش يعود لشخصين يدعيان أرتوبل (ويكتب أيضًا إيتايبل)، الجد والحفيد،إاستراتيجيوس نبطي (حاكم عسكري) وقائد معسكر على التوالي، وقد أقامه عبدوبادات، ابن أرتوبل الأكبر ووالد أرتوبل الأصغر.
وتقدم النقوش دليلًا على الوجود والتأثير النبطي في مادبا، وتسلط الضوء على أدوار المسؤولين الأنباط، وتكشف عن جوانب العادات الجنائزية النبطية والمكانة الاجتماعية للأفراد الذين خُلِّدَت ذكراهم.
والنقوش معروفة لدى خبراء النقوش باسم NSI 96 و CIS II 196 .

## الاكتشاف

### نقش الفاتيكان
اكتشف النقش الأول السكان المحليين في عام 1889 في مادبا ولفت هذا انتباه ماري جوزيف لاجرانج في العام التالي.
يقع النقش حاليًا في متاحف الفاتيكان، كجزء من مجموعة الأحجار الكريمة. أهدتها البطريركية اللاتينية المقدسية للبابا ليون الثالث عشر في عام 1889.

### نقش اللوفر
اُكتُشِف نقش اللوفر في عام 1906، وأرسله تشارلز سيمون كلرمونت [الإنجليزية] إلى متحف اللوفر. يٌعرض اليوم في الغرفة 314.

## النقش
وقد تُرجِم النقش على النحو التالي: 
هذا هو القبر والنصبان الجنائزيان فوقه، اللذان صنعهما عبدوبودا الوالي لإيتابيل الوالي أبيه، وإيتابيل قائد المعسكر الذي في لوخيتو وأبرتا، ابن عبدوبودا الوالي هذا؛ في أرض ملكهم الذي مارسوه مرتين لمدة ست وثلاثين عامًا في زمن الحارث ملك الأنباط محب شعبه. وإنجاز العمل المذكور في السنة السادسة والأربعين.
تتكون النقوش من 8 أسطر، داخل خرطوشة مستطيلة الشكل. والحجر المنقوش من البازلت ويبلغ قياسه حوالي 60 سم × 46 سم × 30 سم. لاحظ كليرمون جانيو أن كلا النقشين مكتوبان على سطح مقعر.

## التأريخ
يشير النقش إلى السنة السادسة والأربعين من حكم الملك الحارث الرابع فيلوباتريس، والتي تتوافق مع عام 37 ميلادي. وهذا هو نفس العام تقريبًا الذي اعتنق فيه الرسول بولس المسيحية على "طريق دمشق"؛ ووفقًا للعهد الجديد 2 كورنثوس 11: 32-33، كان أريتاس حاكم دمشق في ذلك الوقت. 